# Mostek Graetza

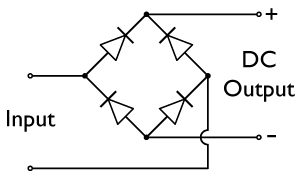
Schemat ideowy mostka Graetza

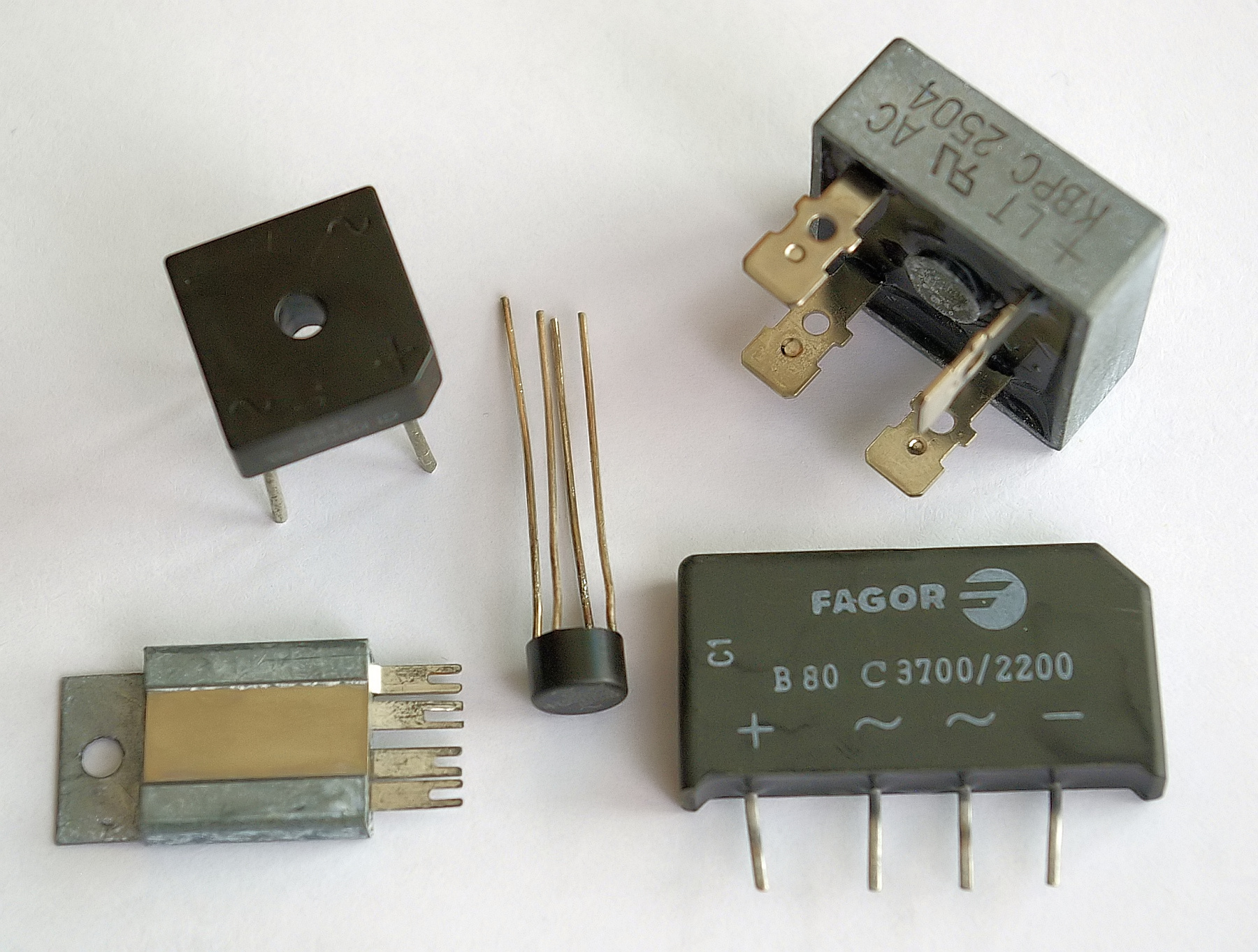
Półprzewodnikowe, scalone mostki Graetza dla niskich napięć

Mostek Graetza – pełnookresowy prostownik, zbudowany z czterech diod prostowniczych połączonych w specyficzny układ prostujący prąd przy wykorzystaniu obu połówek napięcia przemiennego (prostownik dwupołówkowy). W układzie takim niezależnie od kierunku przepływu prądu na wejściu, prąd na wyjściu płynie zawsze w tę samą stronę. 
W określonej chwili dwie z tych diod pracują przy polaryzacji w kierunku przewodzenia, a dwie w kierunku zaporowym. Przy zmianie kierunku prądu wejściowego pary te zamieniają się rolami. Mostek ten jest czwórnikiem – ma dwa zaciski wejściowe (napięcie przemienne) oraz dwa zaciski wyjściowe.

Mostki prostownicze Graetza mogą być produkowane w postaci scalonej lub budowane z niezależnych diod.
Współcześnie konstruowany jest prawie wyłącznie na krzemowych diodach półprzewodnikowych. Dawniej produkowano mostki wykorzystując prostowniki selenowe, diody germanowe i prostowniki kuprytowe (tylko w zastosowaniach bardzo małej mocy, np. w układach pomiarowych).
Ze względu na kłopoty z zabezpieczeniem obwodów żarzenia przed przebiciem do katod, prostowniki w układzie Graetza niezwykle rzadko były budowane na lampach; lampowe prostowniki dwupołówkowe budowano niemal wyłącznie przy użyciu dwóch diod lampowych albo jednej duodiody z dwiema anodami. Rozwiązanie takie wymagało użycia transformatora zasilającego z wyprowadzonym odczepem ze środka uzwojenia wtórnego.
Choć mostek został wynaleziony przez polskiego konstruktora Karola Pollaka, to konstrukcja mostka wzięła nazwę od nazwiska urodzonego w 1856 we Wrocławiu niemieckiego fizyka, Leo Graetza.